# Sistemas inteligentes de transporte

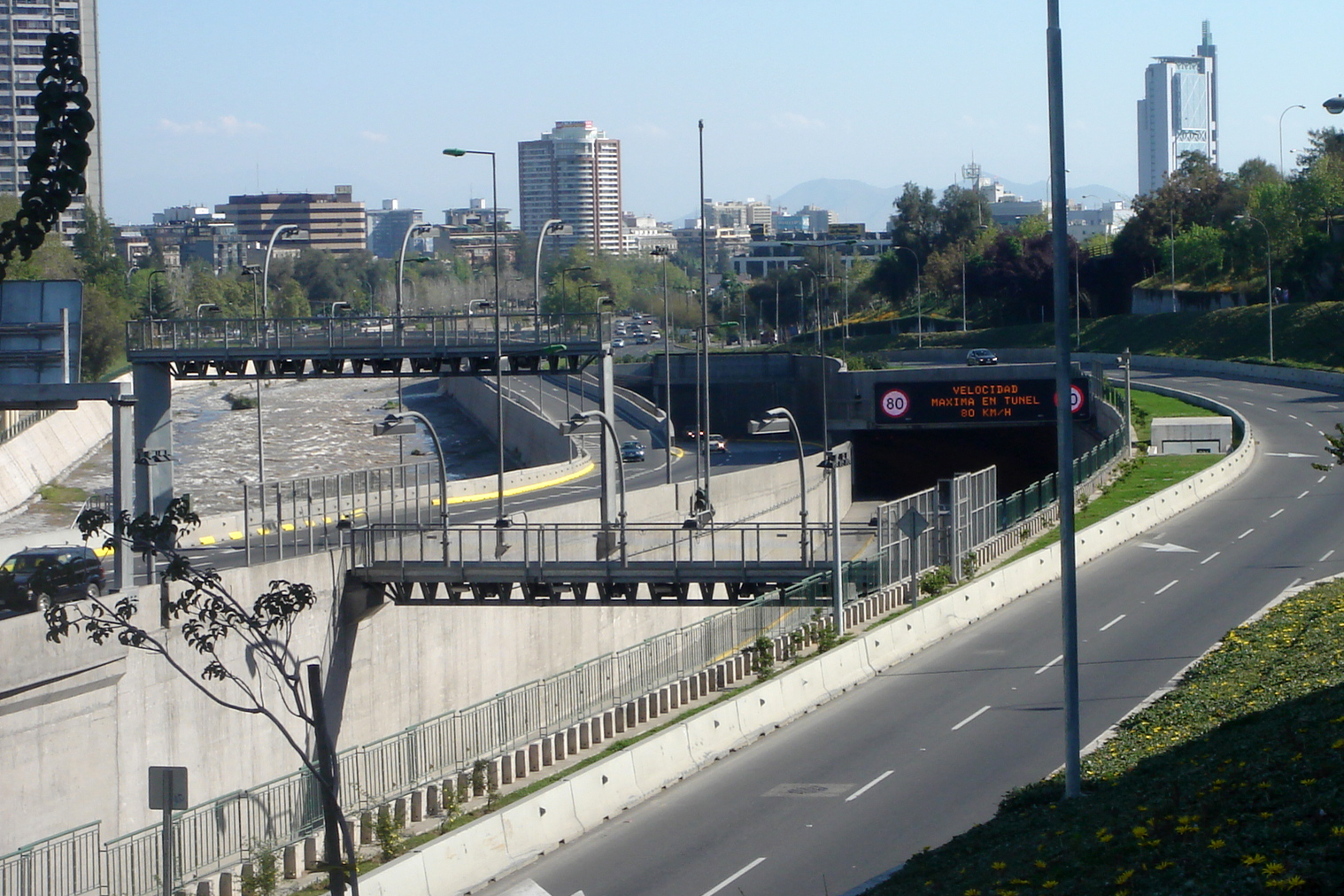
Aplicación de ITS: Cobro electrónico de peajes en la Autopista Costanera Norte (Santiago de Chile).

Sistemas inteligentes de transporte (SIT; en inglés, Intelligent Transportation Systems o ITS) es un conjunto de soluciones tecnológicas de las telecomunicaciones y la informática (conocida como telemática) diseñadas para mejorar la operación y seguridad del transporte terrestre, tanto para carreteras urbanas y rurales, como para ferrocarriles. Este conjunto de soluciones telemáticas también pueden utilizarse en otros modos de transporte, pero su principal desarrollo ha sido orientado al transporte terrestre. Se consideran como una parte del Internet de las cosas.
La congestión de tráfico se ha incrementado a nivel mundial como resultado de un incremento en el crecimiento poblacional, urbanización y cambios en la densidad de población. Esta congestión reduce la eficiencia de la infraestructura de transporte e incrementa el tiempo de viaje, consumo de combustible y de contaminación ambiental. Los SIT pueden contribuir a transformar esta situación y mejorar la eficiencia de los sistemas de transporte.

## Definiciones
Existen varias definiciones, y como es una disciplina joven, evoluciona rápidamente, lo que dificulta el consenso en una definición única. Según la Sociedad Americana de Transporte Inteligente (conocida en inglés como ITS America), ITS se define como "gente usando tecnología en transportes para salvar vidas, tiempo y dinero".
Más recientemente, en 2010, la Directiva 2010/40/UE definió estos sistemas como aplicaciones avanzadas que, sin incluir la inteligencia como tal, proporcionan nuevas aplicaciones y servicios para la gestión del transporte.

## Tecnologías relacionadas
Para la provisión de los sistemas SIT es necesario contar con diversas tecnologías relacionadas. En primer lugar, se necesita que los vehículos puedan intercambiar información, bien con otros vehículos, bien con una infraestructura de comunicaciones. Con este fin, los vehículos deben disponer de un transmisor de información (conocido habitualmente por el término en inglés On-Board Unit, OBU). Por su parte, la infraestructura de comunicaciones puede implementarse de diversas formas, desde la tradicional tecnología de comunicación móvil (e.g. GPRS, GSM) hasta formas específicas para la circulación de vehículos. En este último caso, se dispone a lo largo de las carreteras una serie de postes de comunicación (referidos comúnmente por su nombre en inglés como Road-Side Unit, RSU), dando lugar a lo que se conoce como redes vehiculares Vehicular Ad-Hoc Network.
Además de las tecnologías de comunicación, los SIT hacen uso de la información proporcionada por los sensores embarcados en el vehículo. Estos sensores permiten conocer, en tiempo real, el estado de la circulación, de la vía o las tendencias de tráfico.

## Aplicaciones

### Cobro electrónico de peajes

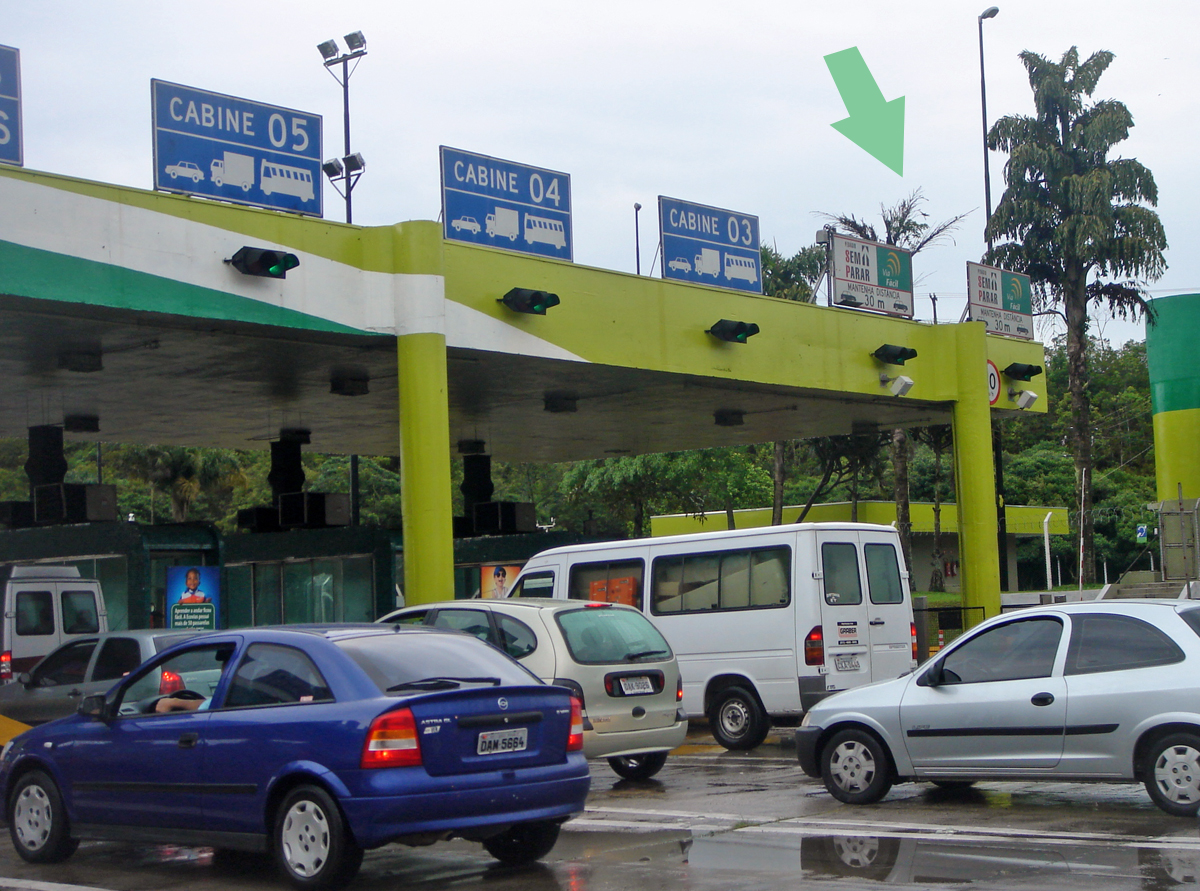
Estación de peaje en la Rodovia dos Imigrantes, São Paulo, Brasil. Cobro manual combinado con dos carriles de cobro electrónico, sistema Sem Parar.

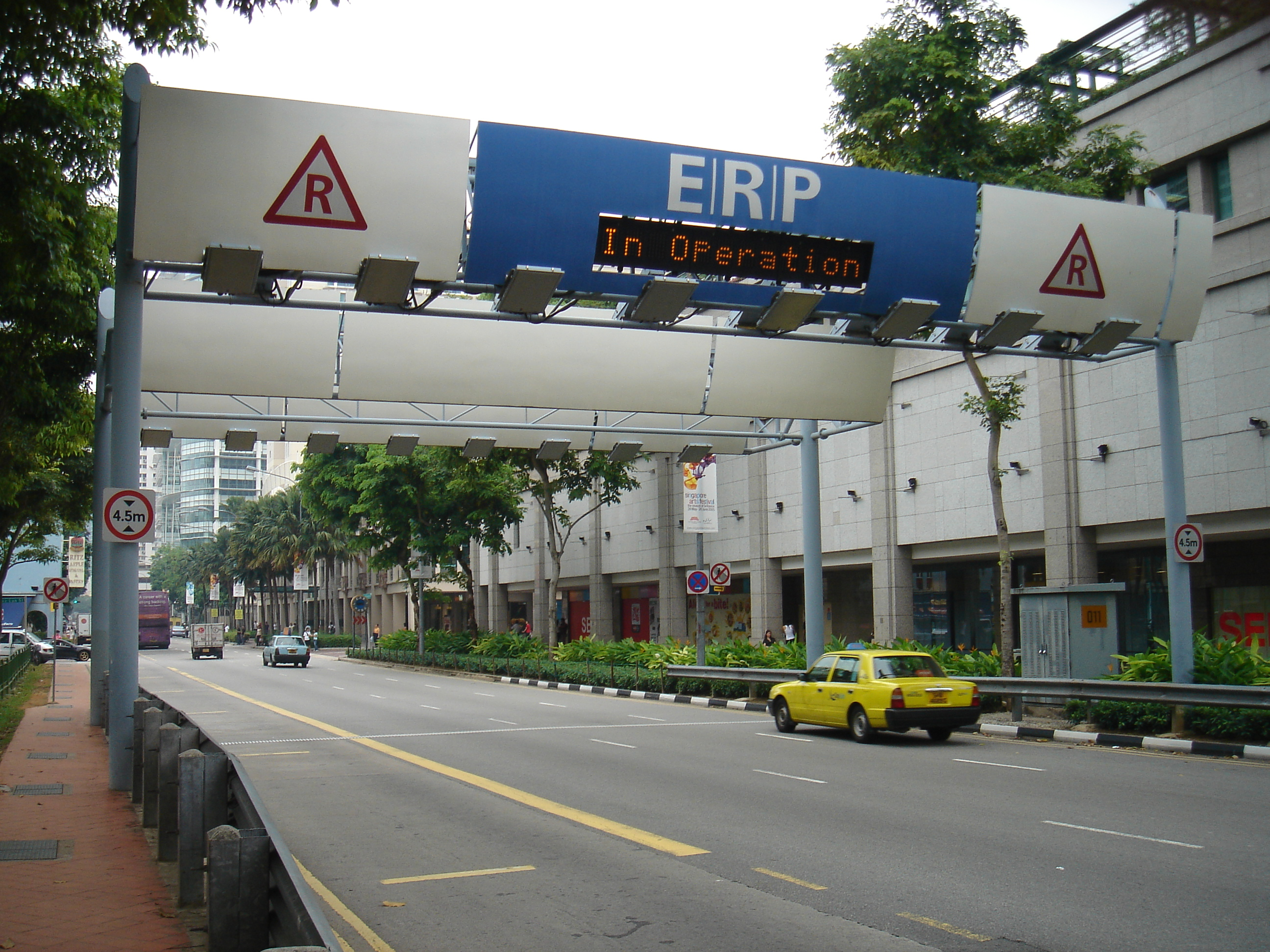
Cobro electrónico de tarifas de congestión en puesto de control en North Bridge Road, Singapur.

El Cobro electrónico de peajes (ETC) permite el cobro de peajes sin que los vehículos tengan que detenerse o disminuir su velocidad, evitando así las filas y demoras asociadas al cobro tradicional por medio de casetas de peaje. La aplicación más común a nivel mundial ha sido la de habilitar en las estaciones de peaje algunos carriles con control electrónico, combinados con carriles de cobro manual, y el número de posiciones automáticas depende del número de usuarios registrados en el sistema de débito automático. Gracias a que es posible cobrar electrónicamente al 100% de los vehículos, ETC ha hecho posible la concesión de autopistas urbanas al sector privado para su construcción y operación, así como la introducción o mejoramiento del cobro de peajes urbanos como herramienta para reducir los viajes en auto dentro del centro de ciudades congestionadas mediante la aplicación del concepto económico de tarifas de congestión. Las primeras implementaciones a nivel mundial de peaje urbano electrónico tuvieron lugar en las tres principales ciudades de Noruega, Bergen (1986), Oslo (1990), y Trondheim (1991), implantado con el objetivo de generar ingresos para un fondo público destinado a financiar nuevos proyectos viales en el ámbito urbano.

#### Peajes convencionales
Entre 2004 y 2005, en Santiago de Chile fueron implantados los primeros sistemas en el mundo de cobro electrónico de peajes que atraviesan por el centro comercial de la ciudad y como parte de un sistema de autopistas urbanas concesionadas (la Autopista Central, y la Autopista Costanera Norte), con tecnología que permite controlar automáticamente todos los ingresos a la autopista y cobrar por la distancia recorrida. Soluciones similares ya habían sido implementadas en otras ciudades, solo que en esos casos el ETC fue utilizado en anillos periféricos o autopistas para evitar el paso por el centro de la ciudad. El cobro de peaje por medios 100% electrónicos ha sido utilizado en Toronto, Canadá desde 1997 (Ruta 407 ETR), en varias carreteras en Noruega, en Melbourne, Australia desde 2000 (CityLink), y en Tel Aviv, Israel también en 2000 (Ruta 6). 

#### Tarifas de congestión
La aplicación de ETC para implementar políticas para regular la congestión se utiliza en las vías que dan acceso al área central de la ciudad utilizando transmisores en los carros, complementados con cámaras de video y tecnología de reconocimiento digital de caracteres (para multar a los infractores). La aplicación de tarifas de congestión ya ha sido implementada con éxito en varias ciudades: Singapur en 1998, que permitió automatizar el primer sistema de tarifas de congestión implementado en el mundo en 1975, y cuyo control de acceso era realizado manualmente (ver Tarifas de congestión de Singapur); Londres en 2003 y ampliado en 2007 (ver Peaje urbano de Londres); y Estocolmo en 2006 como una prueba de siete meses, y en forma permanente a partir de agosto de 2007 (ver Impuesto de congestión de Estocolmo).

### Vigilancia automática de infracciones

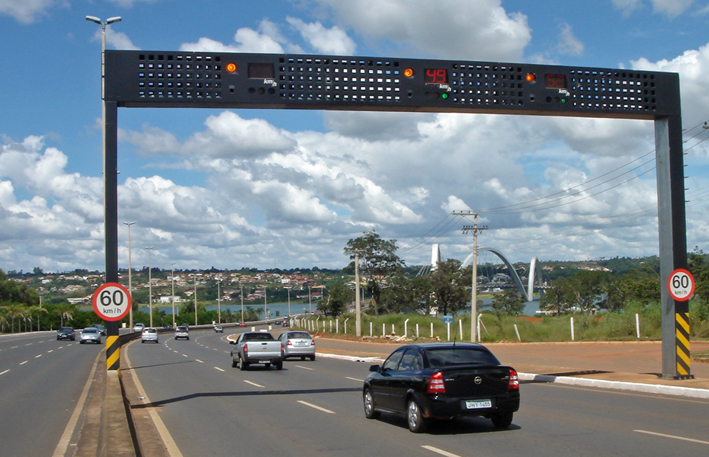
Control automático de velocidad en área urbana o "Lombada Eletrônica" en Brasilia D.F., Brasil

Las soluciones basadas en ITS han sido utilizadas con mucho éxito en el área de seguridad vial al permitir una mayor eficiencia de la vigilancia policial para controlar a los infractores de las leyes de circulación. Las dos principales aplicaciones son para el control de exceso de velocidad y el control de vehículos cruzando una intersección durante la luz roja del semáforo. En la ciudad de São Paulo también se ha utilizado la vigilancia automática para controlar el racionamento del espacio vial por números de placa según el día de la semana (Portugués: Rodízio veicular). El desarrollo de una base de datos integrada a nivel nacional es esencial para asegurarse que las multas lleguen a los propietarios de los vehículos involucrados en la infracción. Los sistemas de multas automáticas han causado polémica entre algunos usuarios que alegan pérdida de privacidad. Esta situación es más controversial cuando la imagen digital del infractor es fotografiada de frente, ya que además del número de matrícula de la placa, en muchos casos también es posible observar los ocupantes del vehículo. No obstante, la práctica habitual en Europa es que la fotografía se tome desde la parte trasera, para proporcionar la debida protección de la privacidad.

### Sistema de notificación de emergencias a bordo del vehículo
El sistema eCall embarcado en el vehículo para notificar un potencial accidente, de forma automática, al punto de atención de llamadas de emergencia (PSAP). De esta manera, se permite que la actuación de los servicios de emergencia (policía, ambulancia, bomberos) pueda realizarse de manera rápida y efectiva. La aplicación de este sistema ha tenido varios hitos reglamentarios y debería estar aplicado a nuevos turismos a partir de 2018. El despliegue de eCall se basa en normas técnicas (estándares europeos, desarrollados en  los organismos de normalización European Telecommunications Standards Institute (ETSI) y Comité Europeo de Normalización (CEN). En España el organismo espejo es la Asociación Española de Normalización y Certificación (AENOR).
Una cuestión controvertida es la protección de la privacidad, puesto que gracias a este tipo de sistemas es posible conocer la ubicación de un vehículo en un determinado momento. Dado que habitualmente existe una relación razonablemente fuerte entre un vehículo y su conductor, esto permitiría establecer la posición de una persona. Esta cuestión atentaría contra la privacidad de las personas.

## Por países y regiones

### Unión Europea
El 7 de julio de 2010, el Parlamento Europeo y el Consejo han adoptado la Directiva 2010/40/UE por la que se establece el marco para la implantación de los sistemas de transporte inteligentes en el sector del transporte por carretera y para las interfaces con otros modos de transporte, con el principal objetivo de contar con una normativa común que asegure una implantación coordinada y eficaz en su conjunto de las tecnologías de la información y las comunicaciones que puedan implementarse en el sector del transporte por carretera en todo el territorio comunitario.

#### España
Para trasponer la Directiva 2010/40/UE, en España se ha aprobado el Real Decreto 662/2012, de 13 de abril, por el que se establece el marco para la implantación de los sistemas inteligentes de transporte (SIT) en el sector del transporte por carretera y para las interfaces con otros modos de transporte.

### América Latina

#### México
El 10 de septiembre de 2007, con la escritura pública 103,392 del Distrito Federal, se oficializa la creación de la comunidad de Sistemas Inteligentes de Transporte en México para el desarrollo e implantación de las tecnologías ITS en la infraestructura de transportes del país, bajo el concepto de "Salvar Vidas - Salvar Bienes - Salvar Tiempos". La comunidad aloja a Administraciones Públicas en todos sus órdenes de gobierno, Empresas Privadas, Desarrolladores de Tecnología ITS, Ingenierías Especializadas, Empresas Integradoras, Organismos Para-estatales e Instituciones de Educación Superior, tanto Públicas como Privadas, todos en favor de la cultura ITS a nivel nacional.

#### Colombia
La ciudad amurallada de Cartagena, Colombia, posee un Sistema Integrado de Transporte Masivo inaugurado el 27 de noviembre de 2015 y manejado a través del consorcio Transcaribe. El sistema está conformado por rutas troncales y pre-troncales que recorren las arterias viales más concurridas de la ciudad, apuntando a reducir considerablemente el tiempo que toman los cartageneros para trasladarse a un punto a otro. El presidente Juan Manuel Santos aplaudió este sistema de transporte al momento de inaugurarlo, instando a los ciudadanos a apropiarse de él para así poder tener mejor calidad de vida y tiempo para disfrutar con sus hijos. Algunos se han quejado del tiempo de espera, ya que el entre la llegada de cada bus pueden pasar más de cinco minutos.
Por otra parte, en las ciudades intermedias de Colombia donde se implementan los Sistemas Estratégicos de Transporte Público, las redes de transporte urbano deben funcionar bajo parámetros que mejoren la calidad en la prestación del servicio. Varios de los retos que enfrentan los sistemas de transporte en estas ciudades están orientados a aumentar la cantidad de pasajeros transportados en el sistema y a la adopción tecnológica que se debe integrar para la gestión y control de flotas de transporte público. Para lograrlo, los SETP deben integrar soluciones basadas en los sistemas inteligentes de transporte y las tecnologías de la información y la comunicación para optimizar el control y la gestión de la flota, el cobro electrónico de tarifas, la seguridad vial y la entrega de información a los usuarios. Entre las funcionalidades que debe cubrir la tecnología en estos sistemas de transporte se encuentran: programación de la flota; localización y trazabilidad de los vehículos; almacenamiento en la nube de datos operativos; interoperabilidad con otros sistemas de información; centralización de operaciones; conteo de pasajeros; control y visualización de datos.